# Đức Châu, Nghệ An
Đức Châu là một xã thuộc tỉnh Nghệ An, Việt Nam. Xã được hình thành trên cơ sở sáp nhập các xã Diễn Hồng, Diễn Kỷ, Diễn Phong và Diễn Vạn của huyện Diễn Châu trong đợt Sáp nhập tỉnh thành Việt Nam 2025.

## Địa lý
Xã Đức Châu có vị trí địa lý:
- Phía Đông giáp xã Hải Châu và xã Diễn Châu;
- Phía Nam giáp xã Diễn Châu và xã Minh Châu;
- Phía Tây giáp xã Quảng Châu và xã Đông Thành;
- Phía Bắc giáp xã Hùng Châu.

Xã Đức Châu có diện tích tự nhiên 20,97 km².

## Hành chính và tên gọi
Xã Đức Châu được thành lập theo Nghị quyết số 1678/NQ-UBTVQH15 của Ủy ban Thường vụ Quốc hội Việt Nam, ban hành ngày 16 tháng 6 năm 2025. Theo đó, sắp xếp toàn bộ diện tích tự nhiên, quy mô dân số của các xã Diễn Hồng, Diễn Kỷ, Diễn Phong và Diễn Vạn thuộc huyện Diễn Châu trước đây thành một xã mới có tên gọi là xã Đức Châu.
Trước đó, theo Đề án sắp xếp đơn vị hành chính cấp xã tỉnh Nghệ An, xã này là xã Diễn Châu 2.
Sau sắp xếp xã có diện tích tự nhiên: 20,97 km², quy mô dân số: 40.899 người.